# Homalocarpus nigripetalus
Homalocarpus nigripetalus är en flockblommig växtart som först beskrevs av Dominique Clos, och fick sitt nu gällande namn av Mildred Esther Mathias och Lincoln Constance. Homalocarpus nigripetalus ingår i släktet Homalocarpus och familjen flockblommiga växter. Inga underarter finns listade i Catalogue of Life.